# Іцхак Ертер
Іцхок Ертер (Ісак Ертер, їд. יצחק ערטער, івр. יִצְחָק אֶרְטֶר, трансліт. Yitsḥak Erter; 1792, с. Конюшки (поблизу Пeремишля), Галичина — квітень 1851, Броди) — польський єврейський просвітитель, поет галицької Гаскали, письменник-сатирик, що критикував хасидизм, хасидських лідерів (цадиків) та кабалістів.
Його єврейську прозу порівнюють з прозою письменників Генріха Гейне та Людвіга Берне.

## Біографія
Ісаак Ертер народився в сім'ї бідного єврейського корчмаря в галицькому містечку Конюшки, поблизу Перемишля. У віці 13 років батько влаштував так, щоб він одружився з дочкою рабина, яка, однак, померла протягом першого року після одруження. Невдовзі після цього відбувся другий шлюб, і Ертер переїхав жити до свого тестя у Великі Очі (Wielkie Oczy). Там він познайомився з єврейською філософією та єврейською літературою завдяки маскілу Йозефу Тарлеру.
Ертер почав асоціюватися з хасидським рухом, але через деякий час покинув його і в 1813 році оселився у Львові. У цьому місті він приєднався до маскілитичних кіл Соломона Лейби Раппопорта, Нахмана Крохмаля, Єгуди Лейби Мізеса та інших.
У 1816 році організував у Львові популярний серед молоді гурток з вивчення природничих наук та художньої літератури. Після того, як діяльність гуртка була віддана анафемі, Ертер змушений був залишити Львів. У 1823 році переїхав до міста Броди, де викладав і завідував новоствореною зразковою школою.
Після закінчення університету в Будапешті отримав диплом лікаря. Одночасно з медициною займався літературною діяльністю.
У 1848 році разом з І. Шором заснував журнал «ге-Халуц» (הֶחָלוּץ / Авангард), завданням якого була боротьба з равінізмом, вченням Талмуда та Біблії.
Основна частина літературної спадщини Ертера — п'ять сатиричних творів, згодом об'єднаних автором у книгу «га-Цофе ле-вет Ісраель» («Вартовий дому Ізраїлевого»; 1858, видана посмертно; назва — цитата з Ієх. 3:17). Перша сатира Ертера була спрямована проти хасидизму, хасидських лідерів (цадиків) і кабалістів: їх ортодоксальності, забобонів та войовничого опору просвіті. Сатира «Мозній мішкал» («Терези», Відень, 1823) присвячена конфлікту Ертера з рабинами та хасидами у Львові.
Його найпопулярніша сатира «Ґілґул га-нефеш» («Переселення душ», Лейпциг, 1845) являє собою розмову лікаря з душею померлого хасида, яка повідомляє, що пройшла безліч життів, причому її втілення в людський образ послідовно чергувалося з втіленням у тварину. Композиційно персонажі постають за схожістю чи протиставлення властивостей характеру: п'яниця-хасид перетворюється на болотяну жабу через пристрасть до випивки, жаба — на синагогального кантора, а він у свою чергу — на німу рибу тощо. Ертер наділяє всіх їх суто негативними рисами: марнославством, ханжеством, користолюбством, невіглаством, зневагою релігійної етики тощо. Сатира завершується афористичними настановами, як краще вводити в оману людей заради наживи та пошани. «Ґілґул га-нефеш» набула особливої популярності завдяки перекладу на їдиш А. Б. Готлобера.

## Твори Ертера
- сатира «Терези».
- сатира «Ташліх» (висміюються шанувальники хасидизму, діяльність цадиків та талмудистів).
- сатира «Переселення душ» (висміюється безглуздість амулетів та талісманів).